# Муси
Муси (на индонезийски: Musi) е река в Индонезия, в южната част на остров Суматра, вливаща се в протока Банка на Южнокитайско море. Дължина – 750 km, площ на водосборния басейн – 56 931 km². Река Муси води началото си на 1544 m н.в. от планинската вулканична верига Барисан, простираща се покрай югозападното крайбрежие на острова. В най-горното си течение (първите около 150 km) е типична планинска река с бързеи прагове. В района на град Тебингтинги излиза от планините и до устието си тече през обширната и заблатена равнина на остров Суматра. След устието на река Равас завива на изток, а след град Палембанг – на север и образувайки голяма делта, се влива в протока Банка (отделя остров Суматра от остров Банка) на Южнокитайско море. Основни притоци: леви – Равас; десни – Лематанг, Камеринг. Подхранването ѝ е предимно дъждовно и е пълноводна целогодишно. Минимален годишен отток при Палембанг – 1400 m³/s, максимален – 4200 m³/s. Плавателна е на 360 km от устието за плитко газещи речни съдове, а за морски кораби – на 85 km (до град Палембанг). Долината на Муси по средното и долното ѝ течение е важен селскостопански район на острова.